# Christian Juncker

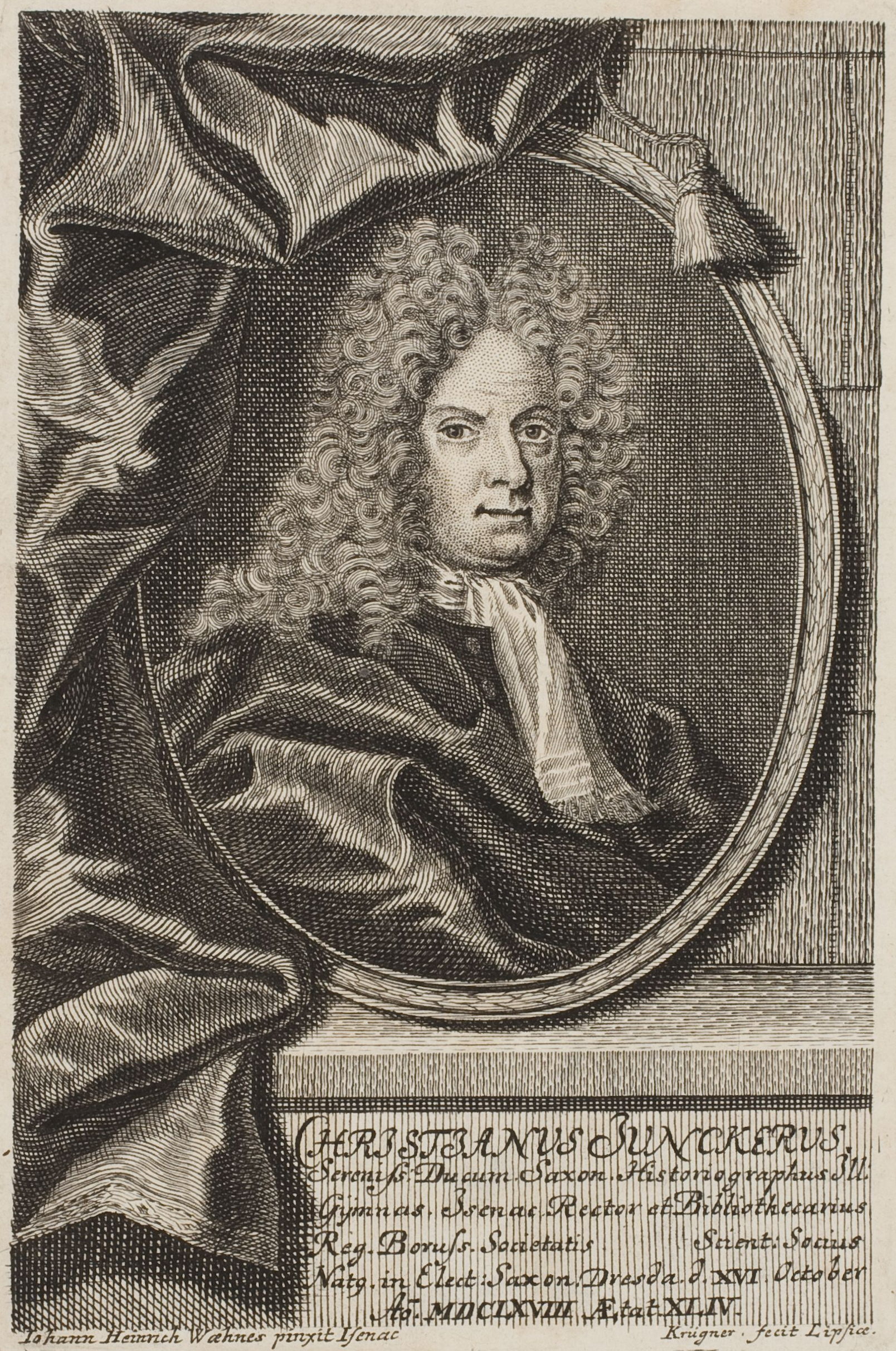
Christianus Junckerus

Christian Juncker (* 16. Oktoberjul. / 26. Oktober 1668greg. in Dresden; † 19. Juni 1714 in Altenburg) war ein sächsischer Historiograph, Pädagoge, Numismatiker, Bibliothekar und Schriftsteller.

## Leben
Der Sohn des Dresdner Hofschneiders absolvierte ab 1679 die Kreuzschule, flüchtete 1680 vor der Pest nach Zwickau, wo er bis zu seiner Rückkehr nach Dresden 1681 die dortige Ratsschule besuchte. 1683 wechselte er an die Landesschule nach Meißen. Von 1687 bis 1695 studierte er an der Universität Leipzig. Hier wirkte er an der Wissenschaftszeitschrift Acta Eruditorum mit und erlangte bereits mit den ersten Publikationen weitreichende Bekanntheit.
Als Konrektor erhielt er 1696 eine Anstellung am Hennebergischen Gymnasium Schleusingen. Dort begann er die Geschichte der Grafen von Henneberg aufzuarbeiten. So stellt er beispielsweise 1701 beim dortigen Superintendenten Meis den Antrag, die zugemauerte Gruft der Henneberger Grafen in der St. Johanniskirche in Schleusingen zu öffnen, um die Daten auf den darin enthaltenen Zinnsärgen aufzuzeichnen. Sein Gesuch wurde von Herzog Moritz Wilhelm von Sachsen-Zeitz abgelehnt. Juncker forschte weiter zur hennebergischen Geschichte und verfasste das nur handschriftlich vorliegende Werk Ehre der gefürsteten Grafschaft Henneberg. Zu einer Drucklegung war es nicht mehr gekommen, da Juncker 1708 eine wesentlich besser dotierte Stelle als Rektor des Gymnasiums in Eisenach erhalten hatte. 1713 erhielt er den Ruf als Direktor des Gymnasiums zu Altenburg, wo er bis zu seinem Tod 1714 wirkte.
1711 wurde er als auswärtiges Mitglied in die Königlich Preußische Sozietät der Wissenschaften aufgenommen.

## Werk
Junckers Übersetzungen von französischsprachigen Reiseberichten von Nicolas Sanson über Persien (1695) und von Baltasar de Moncony über Asien (1697), der Abhandlung über die Geographische und Historische Beschreibung Der Siebenzehn Niederländischen Provintzien (1698), von Schriften der Missionare Joachim Bouvet und Charles Le Gobien sowie des französischen Mathematikers Louis le Comte über China (1699) und der Reisebeschreibungen von Maximilian Misson über Italien (1701) beeinflussten das geographische Wissen der Zeit nicht unwesentlich. Als anerkannter Numismatiker im barocken Netzwerk um Wilhelm Ernst Tentzel, Christian Wermuth und Christian Schlegel publizierte Juncker unter anderen numismatischen Werken 1699 und 1706 eine mit Münzen und Medaillen illustrierte Biografie über Martin Luther. Seine Ad modum Minelli bearbeiteten Schriften römischer Geschichtsschreiber galten in vielen deutschen Schulen über Jahrzehnte als unverzichtbarer Lesestoff.

## Familie
Er heiratete die Tochter eines Gymnasialdirektors in Schleusingen, die jedoch im dritten Ehejahr starb. Später heiratete Juncker die Tochter eines Ratsherrn. Aus dieser Ehe gingen acht Kinder hervor. Sein Sohn Gottlob Friedrich Wilhelm Juncker ging 1731 nach Russland und wurde dort ein anerkannter Dichter, Historiograf und Ehrenmitglied der Petersburger Akademie der Wissenschaften.

## Ehrungen
Juncker wurde 1705 der Titel hennebergischer und 1711 der Titel kursächsisch-polnischer Historiograph verliehen.
In Schleusingen und in Eisenach wurden später Straßen nach ihm benannt.